# Edificio de Laboratorios Antárticos "Emb. Jorge Berguño Barnes"
El edificio de Laboratorios Antárticos "Emb. Jorge Berguño Barnes" pertenece al Instituto Antártico Chileno (INACH) y se ubica en la ciudad de Punta Arenas, capital de la región de Magallanes y de la Antártica Chilena. Recibe su nombre en honor al  diplomático chileno Jorge Berguño Barnes (1929- 2011).
Fue puesto en marcha el 12 de octubre de 2011. Cuenta con 300 m² de infraestructura y capacidad para quince investigadores. Los laboratorios se encuentran habilitados para el desarrollo de estudios ligados a la paleobotánica, biología marina, la microbiología y la biología molecular, con equipos de alto rendimiento.

## Historia
Desde el año 2011, el edificio de laboratorios del Instituto Antártico Chileno (INACH) ha permitido a estudiantes, académicos y científicos el desarrollo de proyectos en el marco del Programa Nacional de Ciencia Antártica (PROCIEN), posicionándose como uno de los principales espacios de trabajo disponibles para las actividades relacionadas con la ciencia antártica nacional, además del impulso de la cooperación científica internacional.
Los laboratorios se encuentran habilitados para el desarrollo de estudios ligados a la paleobotánica, la microbiología, biología molecular y biología marina. Posee una colección paleontológica y acuarios antárticos. Junto con el trabajo técnico que pueden desarrollar los científicos, el edificio de laboratorios suele recibir con frecuencia visitas de grupos de estudiantes y profesionales, quienes pueden participar de actividades o exposiciones relacionadas con el área. Son 300 m² construidos en una primera etapa que alberga, además de los laboratorios, diversas salas de geles, de microscopía, de reuniones y de investigación para tesistas.